# Pierre Trabaud
Pierre Trabaud (7 de agosto de 1922 – 26 de febrero de 2005) fue un actor teatral, cinematográfico y de doblaje de nacionalidad francesa, conocido por prestar su voz a numerosos personajes de dibujos animados, entre ellos el Pato Lucas, Joe Dalton, Popeye y Kame Sennin.

## Biografía
Nacido en Chatou, Francia, su verdadero nombre era Pierre Gabriel Vincent Wolf. En su infancia cursó estudios en Neuilly-sur-Seine, y tras un breve período en la Escuela de Bellas Artes, ingresó en los cursos René Simon. 
Debutó en el cine en 1945 con el film Le Jugement dernier, de René Chanas, junto a Jean Desailly y Louis Seigner. En los años 1947 y 1949 rodó dos cintas de Jean Becker: Antoine et Antoinette y Rendez-vous de juillet. Fue en la segunda de ellas en la que conoció a la actriz Germaine Lefèbvre, conocida como Capucine, que fue su mujer durante unos pocos meses.
Trabaud ganó el premio Triomphe du Cinéma de 1954 por su interpretación de un joven sacerdote místico en Le Défroqué, de Léo Joannon. Pero fue su papel en La Guerre des boutons, película estrenada en 1962, el que le dio la fama. Además de su actividad cinematográfica, fue también un actor muy presente en la radio y en la televisión y como actor de voz en diferentes producciones de animación. En esta última faceta fue la voz oficial de Kame Sennin o de Piccolo en la saga Dragon Ball, y la primera voz del Pato Lucas antes de que doblaran al personaje Patrick Guillemin y Emmanuel Garijo.
Tras un paréntesis de una veintena de años en su vida de actor, dirigió en 1983 su primer y único largometraje, escrito y financiado por él, Le Voleur de feuilles, en el cual actuaban Denise Grey, Jean-Pierre Castaldi y Jean-Pierre Darras. El fracaso comercial de la cinta le cubrió de deudas, que hubo de pagar en los siguientes años.
Sus últimos papeles en el cine llegaron en películas dirigidas por Bertrand Tavernier, Round Midnight  (1986) y La vida y nada más (1989).
Su último trabajo fue el documental Carnet de naufrage, de Claude Bourbigot, estrenado en 2004. Pierre Trabaud falleció en Garches, Francia, en el año 2005, siendo enterrado en el Cementerio Nuevo de Neuilly-sur-Seine. Además de con Capucine, había estado casado con Nicole Trabaud, madrina del Festival de Cine de Visan.

## Teatro
- 1943 : El enfermo imaginario, de Molière, escenografía de Pierre Valde, Théâtre du Temps
- 1943 : Première Étape, de Paul Géraldy, escenografía de Jean-Jacques Daubin, Teatro de los Campos Elíseos
- 1945 : L'Autre Aventure, de Marcel Haedrich, escenografía de Jacques Erwin, Théâtre l'Apollo
- 1946 : L'Heure de vérité, de René-Jean Ottoni, escenografía de André Cellier, Théâtre de l'Humour
- 1946 : Anne et le dragon, de Raymond Caillava, escenografía de Nouno Nicas, Théâtre Verlaine
- 1948 : Thermidor, de Claude Vermorel, escenografía del autor, Théâtre Pigalle
- 1952 : Zoé, de Jean Marsan, escenografía de Christian-Gérard, Comédie Wagram, Théâtre des Célestins
- 1958 : Look Back in Anger, de John Osborne, escenografía de Raymond Gérôme, Théâtre des Mathurins
- 1973 : Madame Sans Gêne, de Victorien Sardou y Émile Moreau, escenografía de Michel Roux, Théâtre de Paris

## Filmografía

### Cine
- 1943 : Lucrèce, de Léo Joannon
- 1945 : Le Jugement dernier, de René Chanas
- 1946 : Ouvert pour cause d'inventaire, de Alain Resnais
- 1947 : La Fleur de l'âge, de Marcel Carné
- 1947 : Antoine et Antoinette, de Jacques Becker
- 1949 : Manon, de Henri-Georges Clouzot
- 1949 : Rendez-vous de juillet, de Jacques Becker
- 1950 : Lady Paname, de Henri Jeanson
- 1951 : ...Sans laisser d'adresse, de Jean-Paul Le Chanois
- 1952 : Horizon
- 1953 : Horizons sans fin, de Jean Dréville
- 1954 : Le Petit nuage / La Chasse au nuage / Le Nuage atomique de Antoine Allard, Armand Bachelier y Charles Dekeukeleire
- 1954 : Le Défroqué, de Léo Joannon
- 1955 : Les Indiscrètes, de Raoul André
- 1955 : Les Chiffonniers d'Emmaüs, de Robert Darène
- 1957 : La finestra sul Luna-Park, de Luigi Comencini
- 1957 : Ah ! Quelle équipe, de Roland Quignon
- 1958 : Le Désert de Pigalle, de Léo Joannon
- 1959 : Y'en a marre, Ce soir on tue ou Le gars d'Anvers, de Yvan Govar
- 1960 : Escadron de chasse 1/30 Normandie-Niemen, de Jean Dréville y Damir Viatich Berejnyck
- 1962 : La Guerre des boutons, de Yves Robert
- 1983 : Le Voleur de feuilles, de Pierre Trabaud (también guionista)
- 1986 : Round Midnight , de Bertrand Tavernier
- 1989 : La vida y nada más, de Bertrand Tavernier
- 2004 : Carnet de naufrage, de Claude Bourbigot - documental -

### Televisión
- 1971 : Légion, de Jean Prat
- 1975 : Le Tour du monde en quatre-vingts jours, de Gérard Calvi, Jean Marsan y Jean Le Poulain
- 1978 : Le Coup monté
- 1978 : La Filière (miniserie)
- 1979 : Les Yeux bleus, de François Dupont-Midy, (miniserie)
- 1981 : Julien Fontanes, magistrat, episodio La Dernière Haie, de François Dupont-Midy

## Actor de voz

### Cine
Trabaud dobló a los siguientes actores cinematográficos: 
Marlon Brando, James Caan, Dom DeLuise, Dennis Hopper, Dustin Hoffman. Denis Lawson y John Wells. 
Además, fue actor de doblaje en diferentes producciones de animación: 
- 1967 : Astérix el Galo
- 1968 : Astérix y Cleopatra
- 1971 : Daisy Town
- 1975 : La Honte de la jungle
- 1978 : La Ballade des Dalton
- 1983 : Les Dalton en cavale
- 1988 : ¿Quién engañó a Roger Rabbit?
- 1991 : Shenron no Densetsu
- 1991 : Makafushigi Daibōken
- 1994 : Majinjō no Nemuri Hime

### Televisión
Trabaud trabajó en el doblaje de los siguientes intérpretes televisivos:
Michael Dunn, Robert Loggia, Masayuki Suzuki, Hervé Villechaize y Burt Ward,
Al igual que en el cine, para la televisión también participó en diferentes series de animación:
- 1956 : Popeye the Sailor
- 1972 : Looney Tunes
- 1974 : Boucle d'or et les Trois Ours
- 1981 : La vuelta al mundo de Willy Fog
- 1983 : He-Man and the Masters of the Universe
- 1984 : Lucky Luke
- 1984 : Albator 84
- 1984 : La Arcadia de mi Juventud
- 1985 : Space Cobra
- 1985 : Care Bears
- 1987 : Popeye and Son
- 1987 : Star Wars: Ewoks
- 1988 : Dragon Ball
- 1989 : Babar
- 1990 : Dragon Ball Z

## Radio
- 1959 a 1971 : Les Maîtres du mystère, de Pierre Billard, en Paris Inter y France Inter
- 1965 a 1974 : Bons baisers de partout, de Pierre Dac y Louis Rognoni